# Нініва Робертс
Нініва Робертс (англ. Niniwa Roberts, 1 червня 1976) — новозеландська хокеїстка на траві.
Учасниця Олімпійських Ігор 2004, 2008 років.
Переможниця Виклику чемпіонів 2005 року.